# Sankyoku
Il sankyoku (三曲) è un genere di musica giapponese per l'ensemble strumentale formato da shamisen,  koto e  shakuhachi, quest'ultimo raramente sostituito dal kokyu (strumento musicale). Agli strumenti si aggiunge spesso la voce.
In linea di massima, i brani del sankyoku partono da una melodia di base, eseguita dallo shamisen, mentre gli altri due strumenti ne producono contemporaneamente delle variazioni; tale pratica, diffusa anche in molte altre tradizioni musicali del mondo, è nota come eterofonia. 
Secondo  la tradizione, il liuto sanshin viene introdotto nel 1562 dalle isole Ryūkyū (attuale prefettura di Okinawa) e gradualmente adattato alle esigenze locali, con il nome - appunto - di shamisen. 
Gli altri due strumenti era già presenti in Giappone: il koto deriva dell'adozione dello strumento cinese detto zheng, importato nell'VIII secolo; la versione moderna dello shakuhachi appare all'inizio del XVII secolo come strumento rituale di monaci questuanti zen. 